# Teri Polo
Theresa Elizabeth Polo (Dover, Delaware; 1 de junio de 1969), conocida como Teri Polo, es una actriz de cine y televisión estadounidense.

## Vida personal
Es hija de un diseñador de sistemas estéreo y de una ama de casa. Inició sus estudios de ballet clásico a los cinco años y poco después se encontraba cursando una carrera en el New York's School of American Ballet, actividad a la que dedicó doce años llegando a formar parte del Delaware Regional Ballet a los quince años. Aquello que parecía su destino vocacional, cambiaría de rumbo drásticamente a sus dieciséis años, cuando ganó un concurso de modelaje amateur patrocinado por la prestigiosa revista juvenil Seventeen para una marca de jeans, tras lo cual intentó profesionalizarse como modelo. No obstante, su baja estatura para los estándares exigidos le impidió cumplir tal proyecto aun cuando llegó a firmar con la afamada agencia Elite. Según sus antecedentes escolares en la Holy Cross Elementary School y posteriormente en Dover High School, era una excelente alumna, destacada en el cuadro de honor estudiantil, pero abandonó sus estudios secundarios a los diecisiete años para probar suerte en la actuación.
Contrajo matrimonio el 20 de abril de 1997 con el fotógrafo Anthony Moore, con quien tuvo su primer hijo, Griffin, nacido en 2002. La pareja se divorció el 19 de abril de 2005. Su siguiente pareja fue el músico Jamie Wollam, y son padres de una hija, Bailey, nacida el 20 de diciembre de 2007, pero tiempo después se separaron.

## Carrera
Sus inicios se remontan a pequeños papeles en series de televisión a partir de 1983, algunas de esas series fueron TV101 y Northern Exposure. Sin embargo, pronto su currículo se engrosaría con participaciones en diversos proyectos para cine entre los que se cuentan Passed Away, Mystery Date, el thriller Domestic Disturbance, con Vince Vaughn y John Travolta, y la adaptación fílmica de la novela de Isabel Allende, La casa de los espíritus, dirigida por Billie August, junto a un reparto multiestelar que incluía a Jeremy Irons, Glenn Close, Meryl Streep, Antonio Banderas y Winona Ryder.
Uno de los personajes por el cual es más reconocida es el de Pam Byrnes, la hija de Robert De Niro y prometida de un atribulado Ben Stiller en la comedia Meet the Parents (2000). Tal fue su éxito que la película dirigida por Jay Roach tuvo dos secuelas: Meet the Fockers, con Dustin Hoffman y Barbra Streisand, y Little Fockers, estrenada en 2010. De manera coincidente con el estreno de la segunda película de esta serie, en diciembre del año 2004, Teri fue portada de la revista Playboy en su edición de febrero de 2005, realizando el primer desnudo frontal de su carrera a los 35 años en una sesión fotografiada por Stephen Wayda, y por cuya sensualidad se ubicó en el lugar #42 del ranking de celebridades femeninas más candentes del año según Maxim. En 2010, y a propósito del estreno de la tercera película de la serie, la actriz declaró al sitio Hollywood Life que posaría nuevamente para la publicación si recibiese la oferta. En los años sucesivos la actriz tomó parte en exitosos programa de televisión como The West Wing y como protagonista de la serie The Wedding Bells, por nombrar sólo dos títulos de su currículo reciente.
Tras su trabajo en los filmes de misterio y terror de 2009 Two: Thirteen y The Beacon, sus últimos papeles para la gran pantalla se centran en las, aún en preproducción, películas Material Lies, de 2010, y Climbing Life preparada para 2012, aunque su interpretación del personaje de Beth se basa en rumores.

## Filmografía y trabajos en televisión
Fuente: IMDb
- The Fosters (2013-2018) .... "Stef" Adams Foster
- Outlaws and Angels (2016) .... Ada Tildon
- Climbing Life (2012) (preproducción) (solo rumores) .... Beth
- Criminal minds Maggie Hallman (2012) Episodio 17, temporada 7.
- We Have Your Husband (2011) (TV) .... Jayne Martens
- Material Lies (2010) (preproducción) .... Ginni
- Little Fockers (Ahora los padres son ellos) (2010) .... Pam Focker
- Glory Daze .... Professor Larsen (2 episodios, 2010) 
  - Fake Me Home Tonight (2010) Episodio de TV .... Professor Larsen
  - Pilot (2010) Episodio de TV .... Professor Larsen
- Ley y orden: Los Ángeles .... Casey Winters (1 episodio, 2010) 
  - Echo Park (2010) Episodio de TV .... Casey Winters
- Medium .... Mary-Louise Graff (1 episodio, 2010)
  - It's a Wonderful Death (2010) Episodio de TV .... Mary-Louise Graff
- Washington Field (2009) (TV) .... SA Amanda Díaz
- Monk .... Stephanie Briggs (1 episodio, 2009) 
  - Mr. Monk Is the Best Man (2009) Episodio de TV .... Stephanie Briggs
- The Beacon (2009) .... Bryn Shaw
- The Hole (2009) .... Susan
- Drop Dead Diva .... Jillian Ford (1 episodio, 2009) 
  - The Magic Bullet (2009) Episodio de TV .... Jillian Ford
- The Storm .... Danni Nelson (2 episodios, 2009) 
  - The Storm, Part 2 (2009) Episodio de TV (crédito únicamente a) .... Danni Nelson
  - The Storm, Part 1 (2009) Episodio de TV .... Danni Nelson
- Entre fantasmas .... Nikki (2 episodios, 2009)
  - Body of Water (2009) Episodio de TV .... Nikki
  - This Joint's Haunted (2009) Episodio de TV .... Nikki
- Expecting a Miracle (2009) (TV) .... Donna Stanhope
- Two: Thirteen (2009) .... Amanda Richardson
- CSI: Miami .... Jill Walsh (1 episodio, 2008) 
  - Gone Baby Gone (2008) Episodio de TV .... Jill Walsh
- Ley y orden: Unidad de víctimas especiales .... Dana Kelley (1 episodio, 2008)
  - Confession (2008) Episodio de TV .... Dana Kelley
- Finnegan (2008) (TV) .... Det. Erin Finnegan
- The Wedding Bells .... Jane Bell (4 episodios, 2007)
- Full of It (2007) .... Mrs. Moran
- Love Is a Four Letter Word (2007) (TV) .... Emily Bennett
- Numb3rs .... Rachel Willons (1 episodio, 2007) 
  - Nine Wives (2007) Episodio de TV .... Rachel Willons
- Miedo al pasado (2006) (TV) .... Detective Jeanne 'JJ' Joyce
- The West Wing (El ala oeste de la Casa Blanca) .... Helen Santos (18 episodios, 2005-2006)
- For the Love of a Child (2006) (TV) .... Yvonne
- Welcome to the Jungle Gym (2006) (TV)
- Meet the Fockers (Los padres de él) (2004) .... Pam Byrnes
- I'm with Her .... Alex Young (22 episodios, 2003-2004)
- Amar peligrosamente (2003/I) .... Charlotte Jordan
- Late Night with Conan O'Brien (1 episodio, 2003) 
  - Fecha de episodio 24 de septiembre de 2003 (2003) Episodio de TV
- El abogado .... Sarah Barker (5 episodios, 2003)
- Dragnet .... Jessie Ross (1 episodio, 2003) 
  - All That Glitters (2003) Episodio de TV .... Jessie Ross
- Straight from the Heart (2003) (TV) .... Jordan Donovan
- Del banquillo a la super bowl (2002) (TV) .... Connie Heller
- Domestic Disturbance (2001) .... Susan
- Los límites del silencio (2001) .... Barbara Lonigan
- Frasier .... Abby Michaels (1 episodio, 2000) 
  - Legal Tender Love and Care (2000) Episodio de TV .... Abby Michaels
- Meet the Parents (Los padres de ella) (2000) .... Pam Byrnes
- Sports Night .... Rebecca Wells (8 episodios, 1999-2000)
- Felicity .... Maggie Sherwood (5 episodios, 1999)
- Brimstone: el pacto .... Ashur Badaktu / ... (6 episodios, 1998-1999)
- Sugar Hill (1999) Series de TV (episodios desconocidos)
- Viejos corazones (1998) (TV) .... Susan Prescot
- The Outer Limits .... Sally McCoy (1 episodio, 1998)
  - Identity Crisis (1998) Episodio de TV .... Sally McCoy
- Luchando con el corazón (1998) (TV) .... Kim Lussier
- Texarkana (1998) (TV)
- House of Frankenstein (1997) (TV) .... Grace Dawkins
- A Prayer in the Dark (1997) (TV) .... Janet Hayworth
- Van Helsing Chronicles (1997) (TV) .... Helena Harker
- Full Circle (1996) (TV) .... Tana Roberts
- Han llegado (1996) .... Char
- Doctor en Alaska .... Michelle Schodowski Capra (15 episodios, 1994-1995)
- Chicago Hope .... Nurse Sarah Jane Petty (1 episodio, 1995) 
  - Heartbreak (1995) Episodio de TV .... Nurse Sarah Jane Petty
- Historias de la cripta .... Sheila (1 episodio, 1994)
  - Revenge Is the Nuts (1994) Episodio de TV .... Sheila
- Rumbo al sur .... Stephanie Cabot (1 episodio, 1994)
  - They Eat Horses, Don't They? (1994) Episodio de TV .... Stephanie Cabot
- Golden Gate (1994) .... Cynthia
- La casa de los espíritus (1993) .... Rosa del Valle
- Quick (1993) .... Quick
- Fuera de pistas (1993) .... Robin Hand
- Passed Away (1992) .... Rachel Scanlan
- Cita misteriosa (1991) .... Geena Matthews
- Born to Ride (1991) .... Beryl Ann Devers
- People Like Us (1990) (TV) .... Justine Altemus Slatkin
- The Phantom of the Opera (1990) (TV) .... Christine Daee
- TV 101 .... Amanda Hampton (13 episodios, 1988-1989)
- Loving (1983) Series de TV .... Kristin Larsen (episodios desconocidos, 1986)

## Premios y nominaciones
Fue nominada a título personal para el premio Blockbuster Entertainment Award en 2001; y como parte del reparto de la serie El ala oeste de la Casa Blanca en dos ocasiones, en 1995 y 2006.